# تاداترو اوموتو
تاداترو اوموتو (انگلیسی: Tadateru Omoto؛ زادهٔ ۶ آوریل ۱۹۶۹) بازیکن فوتبال اهل ژاپن است.